# シエリト・リンド

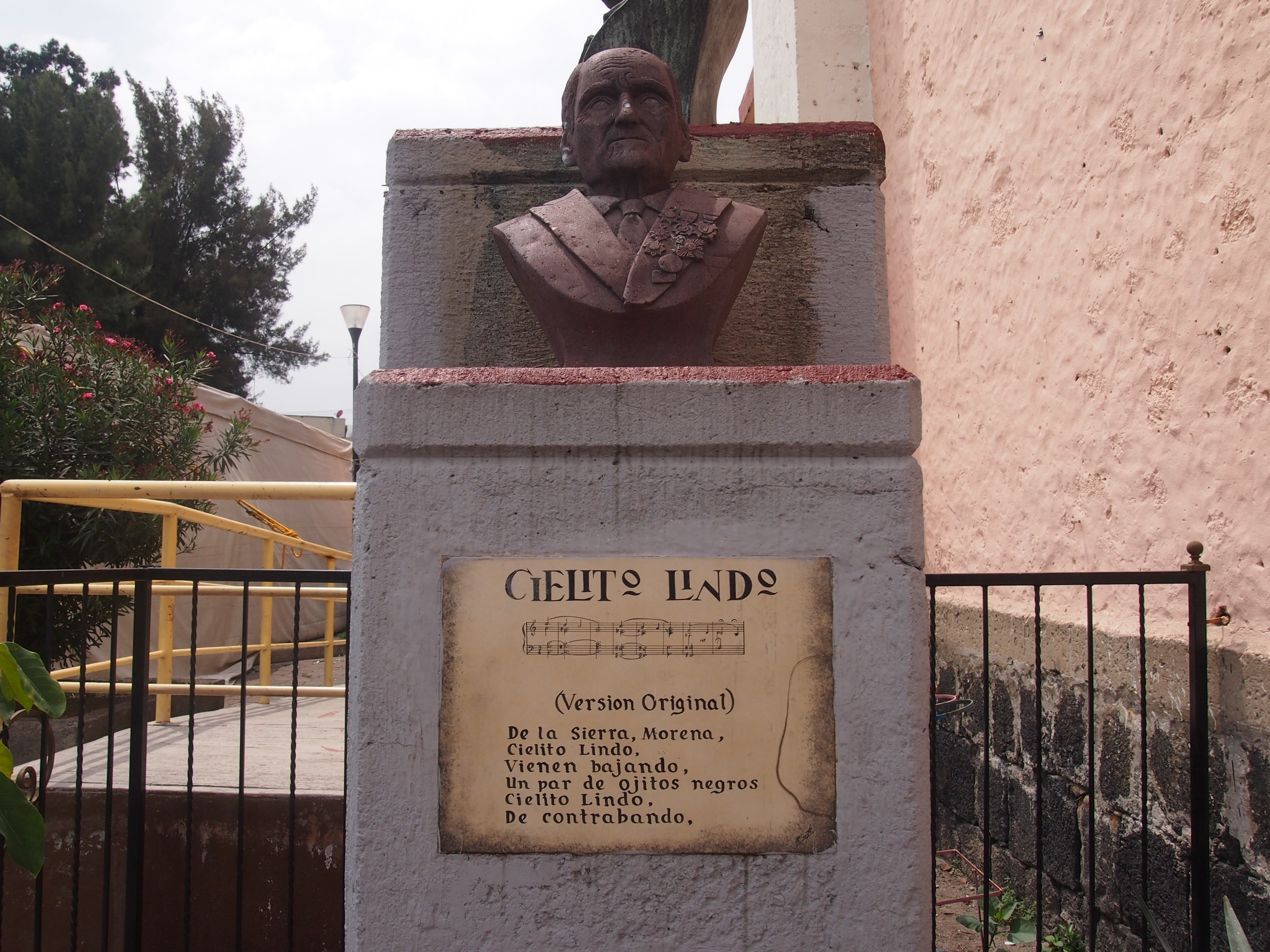
キリノ・メンドーサ・イ・コルテスの胸像と、「シエリト・リンド」の歌詞（像下）

「シエリト・リンド」 (Cielito Lindo) は、メキシコで古くから親しまれている歌。1882年にキリノ・メンドーサ・イ・コルテス (Quirino Mendoza y Cortés)により作られた。

## 概要
この歌は、非公式ではあるもののメキシコを象徴する歌であるとされ、特に国外においてメキシコ人が集まるとこの歌を歌って同郷である事を確認することがよくある。FIFAワールドカップなどの国際的なスポーツイベントの際には、メキシコチームを応援する曲として歌われる。ただし、多くのメキシコ人はコーラスの部分と最初の2小節ないし4小節分しか歌詞を覚えていない。
マリアッチがこの歌を演奏することが多い。ペドロ・バルガス (Pedro Vargas)やルイス・アギラル (Luis Aguilar)といった、メキシコを代表する歌手の持ち歌としても知られている。また、有名なメキシコ映画『3人のガルシア』(Los tres García)に使われた曲としても知られる。
この曲は、イギリスで1957年にヒットしたアルマ・コーギャン (Alma Cogan)による "You, me, and Us"にも使われている。（歌詞は異なっていた。）なお、この1957年はちょうどキリノ・メンドーサ・イ・コルテスが亡くなった年であった。

## 詞の解釈
キリノ・メンドーサ・イ・コルテスの伝記によると、彼は山に出かけたときに、ほくろのある女性を見てこの詩を着想したとされている。彼がこの曲と詩の作者である事は確かであるが、この詩はスペインの古い歌と似ており、それに何らかの影響を受けたのであろうことは間違いない。
その時代の女性達は、髪を三つ編みにしてピンと櫛でそれを頭の上に留めていた。歌詞の"sierra morena"（褐色の山）というのは、この髪の事を指しているのであり、女性の肌のことを指しているのではない。"morena"という言葉は頭や頭髪に対して使われる事が多いという事実が、この説を裏付けているであろう。
歌のタイトルである"Cielito Lindo"というのは、親愛の言葉であり、特定の場所を示す意味や、天国を示す意味は無い。（訳注: "cielito"は「空」「天国」などの意を持つ言葉であるが、ここでは単に「素敵なもの」の意で使われている。"lindo"は「美しい」の意。）

## 歌詞
| スペイン語 | 日本語訳 |
| De la sierra morena, cielito lindo, vienen bajando Un par de ojitos negros, cielito lindo, de contrabando. （以下コーラス） ¡Ay! ¡ay! ¡ay! ¡ay!, ¡canta y no llores! Porque cantando se alegran, cielito lindo, los corazones. Ese lunar que tienes, cielito lindo, junto a la boca No se lo des a nadie, cielito lindo, que a mí me toca. （コーラス） De tu casa a la mía, cielito lindo, no hay más que un paso Ahora que estamos solos, cielito lindo, dame un abrazo （コーラス） Una flecha en el aire, cielito lindo, lanzó cupido Y como fue jugando, cielito lindo, yo fui el herido （コーラス） | その黒髪から 素敵だな、その下には 黒い瞳が2つ 素敵だな、秘密のもの （以下コーラス） アイ、アイ、アイ、アイ、歌って！泣かないで！ 歌えば元気になるよ 素敵だな、その真心 きみの口元にある 素敵だな、そのほくろは 誰にも渡しちゃだめだよ 素敵だな、僕のものになるんだから （コーラス） 君の家から僕の家までは 素敵だな、一歩しかないんだよ さあ二人きりになった 素敵だな、抱きしめておくれ （コーラス） 空を飛ぶ矢 素敵だな、キューピッドが射たんだ そしていたずらに 素敵だな、僕に当たった （コーラス） |

## その他
- 1958年度NHK紅白歌合戦で「碧い空」という曲名で旗照夫が、1959年度NHK紅白歌合戦で「シエリト・リンド」そのままの曲名で宝とも子&有明ユリ&藤崎世津子（3人で1グループ）によって歌われている。前者の時は全編かなりのアップテンポで歌われ、後者の時は歌の途中からアップテンポになって歌われている。

- また、1968年公開の東宝映画『クレージーメキシコ大作戦』の劇中では、クレージーキャッツ、ザ・ピーナッツ、中尾ミエによって歌われている。

- Jリーグジェフユナイテッド市原・千葉のチャント「奴らのゴール揺らせ」としても使用されている。

- ハンファ・イーグルス応援団が金文湖の応援歌として使用した（金文湖退団後は未使用）。

- 2020年11月24日のGoogle Doodleでは、マリアッチを記念してシエリト・リンドを演奏するマリアッチの動画が公開された[3]。

## 参考資料
1. ↑  SACM - Biografía de Quirino Mendoza y Cortés
2. ↑  El Porvenir | Cultural | ¡Hasta que me cayó el veinte! : Cielito lindo
3. ↑  “Celebrating Mariachi”. Google Doodles (2020年11月24日). 2014年11月24日閲覧。